# Centrorhynchus bazaleticus
Centrorhynchus bazaleticus är en hakmaskart som beskrevs av Kurachvilli 1955. Centrorhynchus bazaleticus ingår i släktet Centrorhynchus och familjen Centrorhynchidae. Inga underarter finns listade i Catalogue of Life.